# DAL-e
DAL-e(영어: Drive you, Assist you, Link with you – experience)는 현대자동차그룹의 서비스 로봇이다. 흔히 달이라고 불린다.

## 상세
DAL-e는 인공지능 기술과 결합해 원활한 소통이 가능하며 ‘자연어 처리’ 기반의 실시간 음성 대화 시스템을 통해 정보를 제공한다. 또한, 대화 내용에 따라 다양한 표정과 팔, 목 등을 통해 제스처를 취할 수 있다. 4개의 바퀴로 360° 방향 전환이 가능하며, 실시간으로 장애물 회피가 가능하다. 전력이 부족하면 스스로 충전기를 찾아가 충전한다.

## 제원
| 구분      | 내용                                   |
| --------- | -------------------------------------- |
| 사이즈    | 1160 x 600 x 600mm                     |
| 작동 시간 | 8시간                                  |
| 구동 방식 | 4개 바퀴 개별 구동                     |
| 충전 시간 | 7시간                                  |
| 충전 방식 | 자동 충전 도킹 시스템 (수동 충전 가능) |

## 같이 보기
- 현대자동차그룹
- 로봇
- 서비스 로봇